# 웨일론 프란시스
웨일론 드웨인 프란시스 복스(스페인어: Waylon Dwayne Francis Box, 1990년 9월 20일 ~ )는 코스타리카의 축구 선수이다. 콜럼버스 크루 SC와 코스타리카 축구 국가대표팀에서 뛰고 있다.